# Jan Van Dorp
Pour les articles homonymes, voir Dorp et Goetsenhoven (homonymie).
Jan Van Dorp, né à Genève en 1908 et mort en 1988, est un romancier belge d'expression française. 

## Biographie

### Jeunesse, sport et études
Oscar Van Godtsenhoven naît à Genève d'un père belge et d'une mère suisse. À sept ans, du fait de la situation en Belgique lors de la Première guerre mondiale, le jeune Oscar Van Godtsenhoven est évacué de Bruxelles avec sa famille pour rejoindre la France, à Marseille. 
Il étudie en France avant de s'installer en Belgique.
Il défend alors le cercle de natation de Bruxelles dans des compétitions internationales,,. Il se distingue comme détenteur du record de Belgique du relais 4x100m, 5x100m et 10x100m ainsi que comme un nageur de haut niveau en individuel. Il fait partie de l'équipe de Water-Polo de Bruxelles en 1935, championne de Belgique pour la 14ème fois.

### Parcours professionnel
En Belgique, il se  consacre au journalisme, en particulier sportif.
En juillet 1937, lors du 31e Tour de France cycliste, il est correspondant de L'Auto à Bruxelles et écrit dans l'hebdomadaire L'Athlète. En août 1939, il tient la chronique radiophonique Conseils aux cyclistes sur la radio francophone de Bruxelles.
Pendant la guerre, Oscar Van Godtsenhoven écrit dans Le Nouveau Journal et La Légia, quotidiens de la collaboration. Le procès du Nouveau Journal, accusé d'être un organe de presse au service de l'occupant, s'est plaidé fin octobre 1945 devant le Conseil de guerre de Bruxelles. Oscar Van Godtsenhoven est pour sa part condamné à cinq ans de prison et 75 000 francs d'amende. Entre-temps, Oscar Van Godtsenhoven publie Vent de combat (1943), histoire d'un volontaire de la Légion Wallonie sur le front de l'est. Cet engagement politique explique qu'il soit frappé d'ostracisme en Belgique après la libération, malgré la reconnaissance littéraire obtenue à l'étranger,. Il est encore en avril 1944 le correspondant général du quotidien L'Auto pour lequel il écrit sur les cyclistes belges engagés dans la course Paris-Roubaix.
Fasciné par la mer, Oscar Van Godtsenhoven acquiert après la guerre une certaine notoriété comme yachtman. Il publie alors, dans La Libre Belgique, une chronique hebdomadaire sur l'actualité du yachting. Il est aussi en 1948 le correspondant permanent à Bruxelles pour le Franc-tireur.
Le cadre de ses romans est l'océan. Flamand des vagues (1948), son chef-d'œuvre, retrace la vie d'un corsaire ostendais, Marinus De Boer, à la fin du XVIIe siècle et au début du XVIIIe, à l'époque de la Compagnie d'Ostende. Ce récit connaît un succès international lors de sa publication. Sa version anglaise, sous le titre The Sable Lion, est consacrée meilleur livre du mois aux États-Unis. Il est également traduit en néerlandais, en espagnol, en allemand et en slovène. Flamand des vagues est considéré comme un des classiques du roman d'aventure maritime. 
L'action de son autre roman à succès, Le Voilier aux marionnettes (1950), se déroule dans les mers du Sud, à bord d'un des derniers clippers.
Dans les années 1970 et 1980, Jan Van Dorp signe des articles dans le magazine belge Sur L'Eau.

## Récompenses

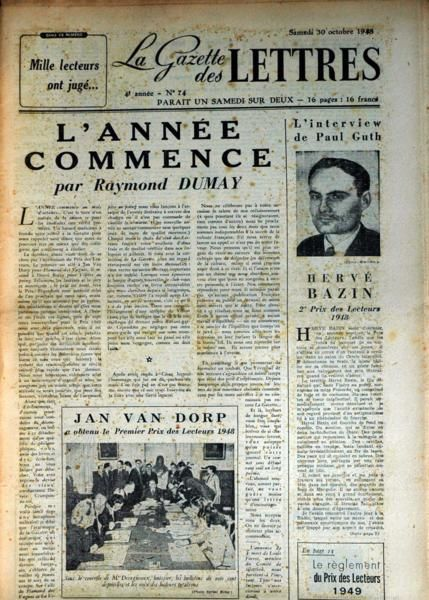
Jan Van Dorp lauréat du prix des lecteurs de La Gazette des Lettres en octobre 1948.

Sous son pseudonyme Jan Van Dorp, Oscar Van Godtsenhoven obtient le Premier Prix des Lecteurs de La Gazette des Lettres en 1948 et le Prix Jules-Davaine de l’Académie française en 1953.

## Publications
Les romans de Jan Van Dorp, publiés chez un éditeur parmi d'autres sont :
- Le Rouge Irlandais (Éditions de la Toison d'Or, Bruxelles, 1944)
- Vent de combat (Éditions de la Toison d'Or, Bruxelles-Paris, 1944)
- Flamand des vagues (éditeur Plon, Paris, 1948)
  - Traduit en anglais sous le titre The Sable Lion (éditeur Putnam, New-York, 1954)
  - Traduit en allemand sous le titre Schwarzer Löwe im goldenen Feld (éditeur Sebastien Lux, Basel, Innsbruck, München, Murnau, 1957)
  - Traduit en slovène sous le titre Črni lev na zlatem polju (éditeur Cankarjeva založba, Ljubljana, 1957)
  - Traduit en espagnol sous le titre Corsarios De Flandes (éditeur Luis De Caralt, Barcelone, 1958)
  - Traduit en néerlandais sous le titre Vlaming hou zee! (éditeur Brussel Arbeiderpers, 1959)
  - Retraduit en néerlandais par Peter Bultink, Veerle Van de Moortel et Elke De Brouwer sous le titre Marinus (éditeur Bitbook, Brussel, 2019)
- Le Voilier aux marionnettes (éditeur Plon, Paris, 1950)
  - Traduit en néerlandais sous le titre Het avontuurlijke zeilschip (éditeur De Vlijt, Antwerpen, 1953)
- Les Lanceurs de rails (éditeur Plon, Paris, 1952)
  - Traduit en néerlandais sous le titre Spoorwegbouwers in het hemelse rijk (éditeur De Vlijt, Antwerpen, 1953)

Nouvelle :
- « Combat pour rire », dans La revue de Paris, 56e année, février 1949, pp. 102-114

## Note
1. 1 2  Jan Van Dorp est le nom de plume d'Oscar Van Godtsenhoven pour certaines éditions de ses romans comme pour ses articles journalistiques d'après-guerre.